# Vytautas Astrauskas
Vytautas Astrauskas (Šiauliai, 30 de septiembre de 1930 – Vilnius, 7 de agosto de 2017) fue un político soviético y lituano, presidente del Presídium del Sóviet Supremo de la República Socialista Soviética de Lituania entre diciembre de 1987 y enero de 1990.
Astrauskas trabajó entre 1952 y 1953 en el Partido Comunista de la RSS de Lituania, en las oficinas de Šiauliai. En 1960 se graduó en el Instituto de Partido en Vilnius. Entre 1960 y 1966 trabajó en el Ayuntamiento de Šeduva.
En febrero de 1980, fue elegido por el Sóviet Supremo lituano, al principio como secretario de agricultura. Durante 1988 y 1989 también fue diputado del Sóviet Supremo de la Unión Soviética.
El 15 de enero de 1990, Astrauskas renunció a su puesto de Presidente del Sóviet Supremo de la RSS de Lituania por razones de salud. Fue reemplazado ese mismo día por Algirdas Brazauskas.